# 夜魔俠：重生
《夜魔俠：重生》（英語：Daredevil: Born Again）是一部美國超級英雄類型的網路影集，改編自漫威漫畫的角色夜魔俠。影集是漫威電影宇宙的系列作品之一，與漫威電影宇宙系列電影處於同一架空世界和共同世界。影集是漫威電視製作的影集《夜魔俠》續作，由漫威影業製作，預定於線上串流媒體平台Disney+首播。
查理·考克斯回歸出演男主角「夜魔俠」麥特·梅鐸，他此前在漫威Netflix系列電視劇中出演該角色。2022年3月，漫威確定開發夜魔俠重啟影集，計劃於2022年後期或2023年開機拍攝。7月，漫威在聖地牙哥國際漫畫展上公佈片名為《夜魔俠：重生》（Daredevil: Born Again）。

## 演員與角色
- 查理·考克斯 飾演 麥特·梅鐸／夜魔俠（Matt Murdock / Daredevil）

紐約地獄廚房的盲人律師，同時是打擊犯罪、除暴安良的義警夜魔俠。曾在2021年电影《蜘蛛人：無家日》中首次正式登场于漫威电影宇宙。
- 文森特·諾費奥 飾演 威爾遜·菲斯克／金霸王（Wilson Fisk / Kingpin）

一位有權、有錢、有勢的商人，掌握著整個地獄廚房的司法，童年時被父親長期暴力虐待，長大後打算通過自己的方法改變現狀，也因此和麥特結下梁子成為敵人。曾在2021年影集《鹰眼》中首次正式登场于漫威电影宇宙。競選紐約市長成功並大力整頓私刑者。
- 瑪格麗塔·蕾薇瓦 飾演 希特·格倫（Heather Glenn）

治療師和麥特的戀人。她和麥特對私刑有不同看法。
- 黛博拉·安·霍爾 飾 凱倫·佩吉（Karen Page）

一位遭受社會傷害的年輕女子，為了尋求正义而進入麥特和佛吉的生活，並成為他們律師事務所的秘書。
- 艾爾登·亨森（英语：Elden Henson） 飾 佛吉·尼爾森（英语：Foggy Nelson）

麥特的摯友，也是律师合夥人，雖然充滿正義感，但他比較相信司法體系，並不接受“治安維持者”的舉動。
- 強·柏恩瑟 飾演 法蘭克·卡索／制裁者（Frank Castle / Punisher）

一位替死去妻兒報仇雪恨的義警，受過軍事訓練，善用槍械武器，靠一己之力來清掃所有犯罪分子。他的方式極為暴力、兇殘，對牽扯家人喪生的人士一向不留情面。
- 莫漢·卡普爾（英语：Mohan Kapur） 飾演 尤瑟夫·克汗（Yusuf Khan）

來自澤西市的巴基斯坦裔美國公民，在紐約互惠銀行擔任銀行副經理，也是超級英雄驚奇少女的父親。該角色此前於2022年電視劇《驚奇少女》和2023年電影《驚奇隊長2》登場。
- 東尼·達爾頓 飾演 傑克·杜凱恩／劍客（英语：Swordsman (comics)）

一位富有的社會闊少，持劍的治安維持者。該角色此前於2021年電視劇《鷹眼》登場。

## 集數
| 季數 | 集数 | 集数 | 首播日期     | 首播日期      |
| 季數 | 集数 | 集数 | 首映         | 季终          |
| ---- | ---- | ---- | ------------ | ------------- |
| 1    | 9    | 9    | 2025年3月4日 | 2025年4月15日 |
| 2    | 8    | 8    | 2026年3月    | 待定          |

## 製作

### 背景
2015年4月，由漫威電視和ABC工作室聯合製作的網路影集《夜魔俠》在Netflix上線。2018年11月，《夜魔俠》在播出三季之後完結。當時，Netflix表示《夜魔俠》將繼續在該網站上播出，同時主角「夜魔俠」麥特·梅鐸「將繼續出現於漫威影視項目之中」。《好萊塢新聞前線》稱，與其他同樣被取消製作的漫威Netflix系列電視劇不同，《夜魔俠》可能轉至其他平台繼續開發製作，例如Disney+。但是，《好萊塢報導》和《綜藝》認為短期內不太可能實現，根據漫威與Netflix最初簽訂的合作協議，在Netflix取消製作漫威影集的兩年內，相關角色不得出現於任何非Netflix影集或電影之中。2018年12月，迪士尼直效行銷與國際部門主席凱文·梅耶爾透露雖然尚未展開項目討論，但是Disney+可能重啟該影集。Hulu原創內容高管也稱有意重啟《夜魔俠》。
主演查理·考克斯對Netflix取消製作《夜魔俠》感到失望，他稱演員以及工作人員均十分期待第四季，並希望有機會再次出演「夜魔俠」麥特·梅鐸。在劇中飾演瑪西·史塔（Marci Stahl）的艾米·魯伯格透露，製作組原計劃共製作五季，在第四季中引入新反派，夜魔俠將在第五季中與文森·唐諾佛利歐飾演的反派「金霸王」威爾遜·菲斯克展開最終對決。2020年6月，漫威影業總裁凱文·費吉告知考克斯，希望他在漫威電影宇宙的影視項目中再次出演該角色。2021年12月，凱文·費吉確定考克斯將參演漫威影業製作的影視項目。考克斯在2021年電影《蜘蛛人：無家日》中客串出演律師麥特·梅鐸，唐諾佛利歐在2021年影集《鷹眼》中再次出演「金霸王」威爾遜·菲斯克。2022年3月，《夜魔俠》從Netflix下架，移至Disney+播出。

### 開發
2022年3月，考克斯透露該角色與影集的重啟計劃，由於Netflix影集《夜魔俠》已經完結多年，重啟項目不應該直接延續第三季劇情，需要重新調整。他稱重啟影集可能不會製作成為像Netflix影集一樣的TV-MA級別作品，但是漫威影業仍將忠實漫畫原作相關角色的設定。他希望新影集能夠更加忠實地改編漫畫《重生》中的故事線。同月，美國影視行業業內雜誌《製作週刊》稱《夜魔俠》重啟影集正在開發階段，凱文·費吉和克里斯·格雷（Chris Gray）擔當製片人。

### 拍攝
主體拍攝於2023年3月6日在紐約開機。工作標題為「走出廚房」（Out the Kitchen）。

## 發行
影集計劃於Disney+首播。
原先預計將於2024年在 Disney+上推出，但因為好萊塢雙工會罷工而導致進度延後，根據《荷里活報導》的報導指出，漫威影業總裁凱文·費吉與一票漫威高層在編劇工會罷工期間，看了已拍攝好的集數，結果認為不符預期，於是在九月下旬，悄悄地讓首席編劇搭檔麥特·科曼（Matt Corman）和克里斯·歐德（Chris Ord）走人，且不再雇用剩餘集數的導演。
目前劇集正尋找新的編劇與導演群。

## 迴響

### 評價
| 季數 | 季數 | 爛番茄           | Metacritic     |
| ---- | ---- | ---------------- | -------------- |
|      | 1    | 87%（211篇評論） | 69（30篇評論） |

根据評論匯總网站爛番茄汇总的211篇评论文章，87%的评论家给予该作正面评价，使之獲得「認證新鮮」標識，平均打分为7.75分（满分10分）。在Metacritic上，30位影評人共給予了69分的分數（滿分100分），這部影集獲得了「普遍好評」。

## 備註
1. ↑  依照漫威電影宇宙電視劇播出次序。
2. ↑  依照漫威電影宇宙中故事發生的時間次序，參見漫威电影宇宙#時間線。

## 資料來源
1. ↑  Wagmeister, Elizabeth. . Variety. 2015-01-07  [2022-03-17]. （原始内容存档于2021-05-17） （美国英语）.
2. ↑  Andreeva, Nellie; Patten, Dominic. . Deadline Hollywood. 2018-11-29  [2018-11-29]. （原始内容存档于2018-11-30） （美国英语）.
3. ↑  Goldberg, Lesley. . The Hollywood Reporter. 2018-11-29  [2022-03-16]. （原始内容存档于2021-12-10） （美国英语）.
4. ↑  Otterson, Joe. . Variety. 2018-12-12  [2022-03-16]. （原始内容存档于2022-02-13） （美国英语）.
5. ↑  Jarvey, Natalie. . The Hollywood Reporter. 2018-12-18  [2022-03-16]. （原始内容存档于2022-01-20） （美国英语）.
6. ↑  Baysinger, Tim. . TheWrap. 2019-02-12  [2019-12-02]. （原始内容存档于2019-09-03） （美国英语）.
7. ↑  Li, Shirley; Lenker, Maureen Lee. . Entertainment Weekly. 2018-12-06  [2020-03-22]. （原始内容存档于2020-03-02） （美国英语）.
8. ↑  Kleinman, Jake. . Inverse. 2018-12-13  [2022-03-16]. （原始内容存档于2022-03-09） （美国英语）.
9. ↑  Parker, Ryan. . The Hollywood Reporter. 2022-02-11  [2022-02-11]. （原始内容存档于2022-02-11） （美国英语）.
10. ↑  O'Connell, Sean. . CinemaBlend. 2021-12-05  [2021-12-05]. （原始内容存档于2021-12-06） （美国英语）.
11. ↑  Romano, Nick. . Entertainment Weekly. 2021-12-18  [2021-12-18]. （原始内容存档于2021-12-18） （美国英语）.
12. ↑  Andreeva, Nellie. . Deadline Hollywood. 2022-02-11  [2022-02-11]. （原始内容存档于2022-02-11） （美国英语）.
13. ↑  Sharf, Zack. . Variety. 2022-03-01  [2022-03-01]. （原始内容存档于2022-03-01） （美国英语）.
14. ↑  Romano, Nick. . Entertainment Weekly. 2022-03-01  [2022-03-01]. （原始内容存档于2022-03-01） （美国英语）.
15. 1 2  Scott, Ryan. . /Film. 2022-03-16  [2022-03-17]. （原始内容存档于2022-03-16） （美国英语）.
16. 1 2  Barnhardt, Adam. . ComicBook.com. 2022-03-02  [2022-03-17]. （原始内容存档于2022-03-08） （美国英语）.
17. ↑  . Production Weekly. 2022-03-16  [2022-03-17]. （原始内容存档于2022-03-17） （美国英语）.
18. 1 2 3  Barnhardt, Adam. . ComicBook.com. 2022-03-17  [2022-03-17]. （原始内容存档于2022-03-17） （美国英语）.
19. ↑  . Production Weekly. 2023-02-08  [2023-02-10]. （原始内容存档于2023-02-10） （美国英语）.
20. ↑  . Production Weekly. 2022-11-09  [2022-12-25]. （原始内容存档于2022-11-10） （美国英语）.
21. ↑  . www.dramaqueen.com.tw.   [2024-01-13]. （原始内容存档于2024-01-13）.
22. 1 2  . Rotten Tomatoes. Fandango Media.   [2025-04-19] （美国英语）.
23. 1 2  . Metacritic. Red Ventures.   [2025-07-12] （美国英语）.

## 外部連結
- 互联网电影数据库（IMDb）上《夜魔俠：重生》的资料（英文）